# Storenosoma tasmaniensis
Espèce
Storenosoma tasmaniensis est une espèce d'araignées aranéomorphes de la famille des Amaurobiidae.

## Distribution
Cette espèce est endémique de Tasmanie en Australie.

## Description
Le mâle holotype mesure 6,20 mm et la femelle paratype 8,35 mm

## Étymologie
Son nom d'espèce, composé de tasmani[a] et du suffixe latin -ensis, « qui vit dans, qui habite », lui a été donné en référence au lieu de sa découverte, la Tasmanie.

## Publication originale
- Milledge, 2011 : A revision of Sterenosoma Hogg and description of a new genus, Oztira (Araneae: Amaurobiidae). Records of the Australian Museum, vol. 63, p. 1-32 (texte intégral).